# Constantino Querosfactes
Constantino Querosfactes (em grego: Κωνσταντίνος Χοιροσφάκτης; romaniz.: Konstantínos Choirospháktes) foi um diplomata e oficial bizantino ativo durante os reinados de Nicéforo III Botaniates (r. 1078–1081) e Aleixo I Comneno (r. 1081–1118).

## Vida

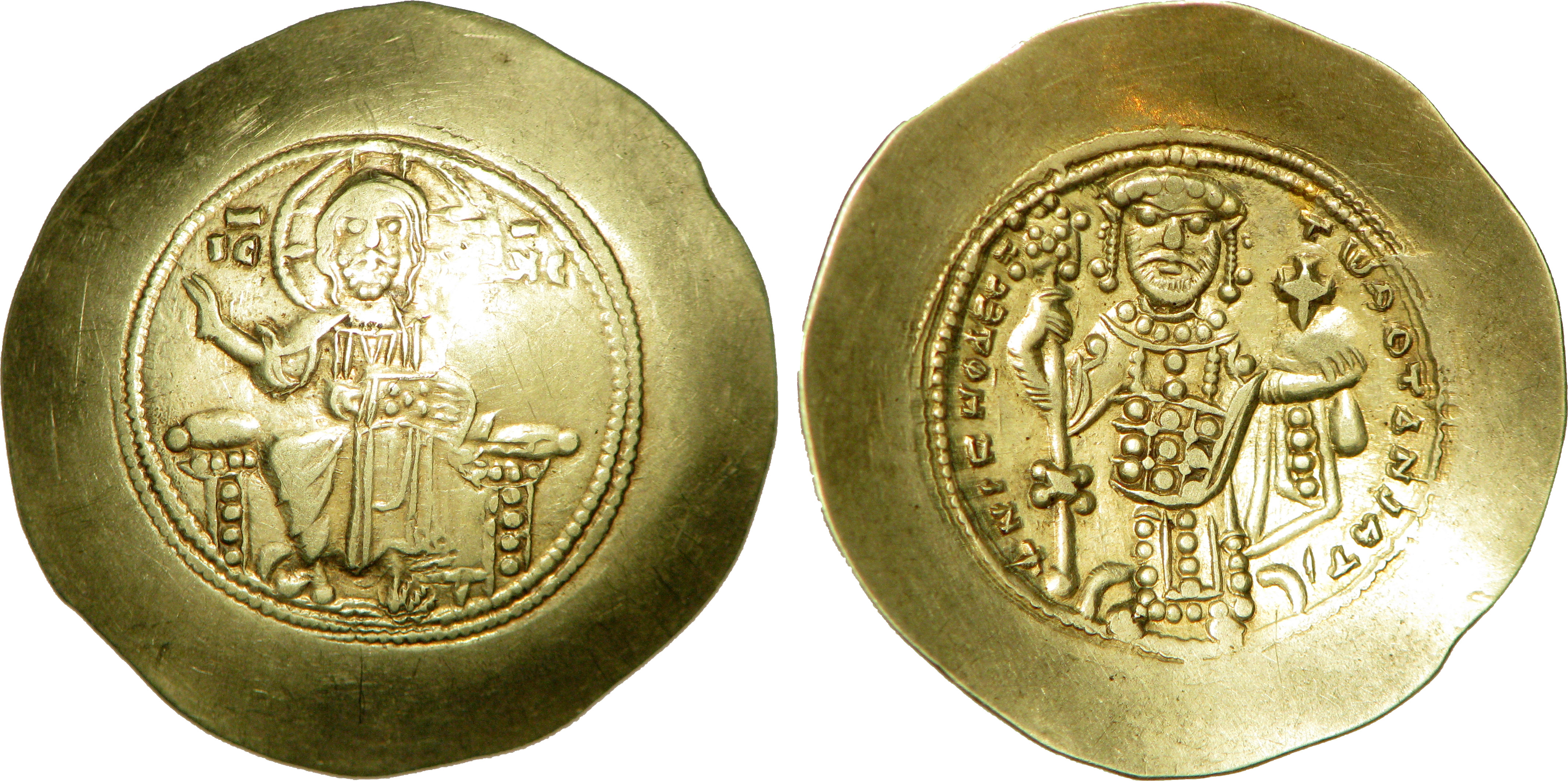
Histameno de r.

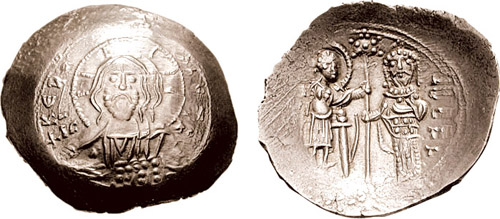
Histameno de r.

Aparece pela primeira vez em 1078, portando o posto de proedro, quando foi enviado por Botaniates para negociar com o general rebelde Nicéforo Briênio, o Velho. Após a ascensão de Aleixo Comneno em junho de 1081, Constantino, agora um protoproedro, foi enviado como embaixador para o imperador germânico Henrique IV (r. 1084–1105), portando propostas para uma aliança entre os dois poderes.
Em 1082, Constantino participou do sínodo que condenou João Ítalo. Nesse tempo, manteve o ofício de protonotário do dromo. Poucos anos depois, em 1088, é evidenciado em uma bula dourada como protoproedro e titular do impostante posto de mestre das petições (epi ton deeseon), ou seja "recebedor de petições" endereçadas ao imperador bizantino. Em 1094, participou em outro sínodo, que condenou Leão da Calcedônia; nesta ocasião, é registrado como titular do posto de curopalata.
De um selo sabe-se que Constantino também manteve o ofício de governador, ou pretor, dos temas combinados da Hélade (Grécia Central e Tessália) e do Peloponeso, mas a data exata de seu mandato é incerta. Basile Skoulatos especulou que isso foi entre 1094 e 1105. O historiador Nicéforo Briênio, o Jovem chama-o um "homem prudente e cultivado, e dotado com todas as qualidades de um político sábio", enquanto fontes hagiográficas louvam sua piedade.